# Pistolero
Pistolero var det andra albumet Frank Black släppte under namnet Frank Black and the Catholics.

## Låtlista
1. Bad Harmony
2. I Switched You
3. Western Star
4. Tiny Heart
5. You're Such A Wire
6. I Love Your Brain
7. Smoke Up
8. Billy Radcliffe
9. So Hard To Make Things Out
10. 85 Weeks
11. I Think I'm Starting To Lose It
12. I Want Rock & Roll
13. Skeleton Man
14. So. Bay